# Kirnja zubuša
Kirnja zubuša (lat. Epinephelus caninus) riba je iz porodice Vučica (lat. Serranidae). Ova vrsta kirnje koja se još zove i šarulja živi na dubinama većim od 30 m, najčešće na dubinama između 70 i 200 m, premda zna zaći i dublje, sve do 400 m dubine. Puno je rjeđa u Jadranu od goleme kirnje, a kao i golema kirnja i zubuša je cijenjen trofej svim ribolovcima. Naraste preko 150 cm duljine i preko 80 kg težine iako su najčešće ulovljeni odrasli primjerci manji od 35 kg. Oblikom tijela je slična golemoj kirnji, smeđe je boje s tamnijim vertikalnim prugama na leđima. Karakteristična oznaka zubuše su ljuske kod gornjih čeljusti, koje ostale kirnje nemaju. Živi najčešće na pjeskovitim ili muljevitim dnima, uvijek u blizini kamenih gromada i brakova, gdje se hrani manjim ribama i bezkralježnjacima.

## Rasprostranjenost
Kirnja zubuša je rasprostranjena na istočnom Atlantiku, od obala Portugala do Angole, kao i po cijelom Mediteranu
.

## Poveznice
|  | Zajednički poslužitelj ima još gradiva o temi Kirnja zubuša |
|  | Wikivrste imaju podatke o taksonu Kirnja zubuša             |